# Jurica Buljat
Jurica Buljat (* 19. September 1986 in Zadar) ist ein kroatischer Fußballspieler.

## Karriere

### Verein
Buljat begann seine Karriere beim NK Zadar, wo er 2004 in die erste Mannschaft aufrückte. Nach dem Abstieg mit Zadar wechselte er zu Hajduk Split. Im Sommer 2011 wechselte Buljat für eine Million Euro zum israelischen Verein Maccabi Haifa. Nach nur einem Jahr wurde der Vertrag im Sommer überraschend aufgelöst. Nachdem er ein halbes Jahr vertragslos war, wechselte er zu seinem Jugendverein NK Zadar und unterschrieb einen Vertrag bis zum Saisonende, der nicht verlängert wurde. Im Sommer 2013 absolvierte er ein Probetraining bei Energie Cottbus. Wenige Tage später gab der Verein die Verpflichtung bekannt. Er unterschrieb einen Zweijahresvertrag, der nach dem Abstieg der Cottbuser in die 3. Liga im Sommer 2014 aufgelöst wurde.

### Nationalmannschaft
Für Kroatien spielte Buljat bisher ein Mal. Sein Debüt gab er am 26. Mai 2010 im freundschaftlichen Länderspiel gegen Estland. Buljat wurde in der 88. Minute für Milan Badelj eingewechselt. Das Spiel in Tallinn endete 1:1. Von Nationaltrainer Slaven Bilić wurde er in das Aufgebot für die Europameisterschaft 2012 berufen.

## Erfolge
- Kroatischer Pokal: 2010